# Ribeira do Rato
A Ribeira do Rato é um curso de água português localizado na freguesia de Pedro Miguel, ilha do Faial, arquipélago dos Açores.
Este curso de água tem origem a uma cota de altitude de cerca de 540 metros nos contrafortes montanhosos localizados entre o Pico Galego, o Alto da Pedreira e a Lomba Grande, procedendo assim a sua bacia hidrográfica à drenagem de uma extança área territorial.
Esta Ribeira que recebe os afluentes da Ribeira do Gato, da Ribeira do Cerrado e da Ribeira da Praia, segue para o Oceano indo desaguar no Oceano Atlântico depois de passar na localidade de Pedro Miguel, numa vasta baía, entre a Ponta de João Dias e a Ponta da Ribeirinha.